# Néstor Zavarce
Néstor Jesús Zavarce Sierralta (Jadacaquiva, 9 de abril de 1936 - Caracas, 27 de agosto de 2010) fue un cantante y actor venezolano.

## Actividad profesional
Antes de cumplir el primer año de edad, sus padres se radican en Caracas en busca de mejores oportunidades. Su carrera artística se inició a los 13 años de edad cuando, por iniciativa propia, decidió participar en una audición para la película venezolana La balandra Isabel llegó esta tarde (1950) del director argentino Carlos Hugo Christensen, producida por Bolívar Films. Esa película lo dio a conocer mundialmente llegando a ser catalogado como un “Niño Prodigio del Cine Venezolano” al destacarse junto a reconocidas figuras como los actores Arturo de Córdova, Virginia Luque, Tomás Henríquez, Juana Sujo y Juan Corona. Gracias a su actuación, es contratado nuevamente por Bolívar Films para protagonizar la película Amanecer a la vida (1950) junto a la actriz mexicana Susana Guízar. Luego, Christensen lo contrata de nuevo para protagonizar otras tres películas en el cine argentino: Si muero antes de despertar (1952), Paraíso robado (1952) y Armiño negro (1953) filmada esta última en las ruinas de Machu Pichu.
Mientras participaba en el cine argentino, regresó temporalmente al país para colaborar en los inicios de la televisión venezolana, en la Televisora Nacional (1953), donde participó en varias telenovelas como actor juvenil.
Fue becado por el gobierno nacional para formarse en el exterior y viajó hasta Chile y Argentina, para cursar estudios universitarios de artes escénicas en el Teatro Experimental de la Universidad de Chile y el Conservatorio Nacional de Arte Dramático (1956-1959). 
Decidió probar suerte en el cine latinoamericano y viajó a México en busca de algún papel importante. Sin embargo, únicamente logró participar en la radionovela Doña Bárbara (1959) de la Emisora Radial Mexicana XEW. Decepcionado, regresó nuevamente a su país. 
Su talento de cantante fue descubierto fortuitamente por el músico y compositor venezolano Oswaldo Oropeza, quien lo incentivó para emprender una carrera en esta faceta. Inicialmente, se presentó en la televisora venezolana Televisa interpretando temas con una máscara en el rostro y bajo la identificación de “El Cantante Incógnito”. Su éxito inicial en esta etapa se lo debe a su interpretación de la canción paraguaya “El Pájaro Chogüí” (1960), tema que llegó a vender más de un millón de copias a nivel mundial y que lo convirtió en ídolo popular. Fue contratado en 1960 por Radio Caracas Televisión y comenzó a participar en el programa de variedades “El Show de Las Doce” animado por Víctor Saume Carreño. 
Llegó a grabar alrededor de 300 canciones para diversas compañías discográficas como Palacio de la Música, Velvet, RCA Victor, Grabaciones Antor e Interamericana de Grabaciones.
A pesar de todo ello, fue gracias a la canción “Faltan cinco pa' las doce” (1963), composición de Oswaldo Oropeza, la que logró consagrarlo y que se convirtió en un clásico navideño en casi todos los países de habla hispana (especialmente cada 31 de diciembre). Paralelamente con la música, inició su carrera como animador en su programa televisivo El Show de Néstor Zavarce (1963), transmitido por Venevisión.
Como actor cinematográfico, continuó protagonizando las películas Acosada (1964); Loco por ellas (1966) y Luna de miel en Puerto Rico (1969). Como integrante del gremio artístico, participó activamente en las luchas gremiales de los artistas venezolanos al formar parte de la Asociación Venezolana de Artistas de la Escena (Avade), una institución donde ocupó importantes cargos y protagonizó una polémica huelga de hambre (1966), en exigencia de reivindicaciones sociales y la creación de la Casa del Artista que se concretaría varios años después.
Fue partícipe del elenco de destacadas de telenovelas venezolanas producidas por la empresa Venevisión como Lucecita (1967), Sor Alegría (1967), Soledad (1969), María Teresa (1972), Peregrina (1973) y Una muchacha llamada Milagros (1974). Dichas telenovelas, lo dieron a conocer ampliamente en países como Colombia, Perú, Panamá, Costa Rica, Guatemala, Puerto Rico y los Estados Unidos. Eso le permitió relanzar su carrera musical internacional y realizar numerosas presentaciones.
Su última participación artística fue la de animador del programa de concursos La Batalla de los Sexos (1980) transmitido por Venevisión junto a Susana Duijm.
En 1974, Néstor Zavarce decidió retirarse totalmente de los escenarios para cumplir diversas funciones. Fue dos veces diputado electo del Congreso Nacional de la República, candidato a la Alcaldía del Municipio Los Salias, dos veces director de Espectáculos Públicos de la Alcaldía Metropolitana, director del Poliedro de Caracas, gerente de Ventas de la Cadena Radial Rumbos y gerente de Ventas de la Cadena Éxitos 1090, entre otros cargos. Colaboró activamente en beneficio de numerosas instituciones sociales como El Hogar Clínica San Rafael (Tele-Radio Pabellón del Zulia); Fundasocial y Unicáncer. En 1984, decidió su retiro de la vida pública.
Vivió sus últimos años en su casa de Potrerito ubicada en las montañas del estado Miranda. En los últimos años de su vida, recibió numerosos homenajes por parte de sus familiares y amigos más allegados. En mayo del año 2010, participó con sus familiares en la elaboración de su biografía titulada Néstor Zavarce, Cuando la Vida Pasa. No logró culminar este trabajo debido a su fallecimiento el 27 de agosto de 2010 luego de sufrir un infarto.

## Principales premios recibidos durante su trayectoria
- Mejor actor infantil por la película La balandra Isabel llegó esta tarde (1950) por parte del Sindicato de Actores y Gremio Técnico.
- Condecoración a la Figuración Internacional como Actor Juvenil por la película Si Muero Antes de Despertar (1952).
- Reconocimiento por su destacada participación en la radionovela Doña Bárbara (1959) otorgado por la colonia venezolana residenciada en México.
- Disco de Oro (1960).
- Aguja de Oro (1960).
- Bolívar de Oro (1960).
- Trofeo Show “Cantante Más Destacado del Año” (1960).
- Manaure de Oro (1960).
- Guaicaipuro de Oro “Revelación del año” (1960).
- Récord de asistencia (27.000 personas) en el parque capitalino Coney Island.
- Primer Premio del Festival de la Música Popular Venezolana (1963).
- Premio RCA de Oro por el Disco de Aguinaldos más destacado del año: El Gallo Pelón (1964).
- La Estrella de Oro del programa “Matinal” por el éxito de “Cinco Pa’ las Doce” Radio Difusora de Venezuela (1964).
- Premio Revista Espectáculo récord de ventas “Cinco Pa’ las Doce” (1964).
- Premio Revista Espectáculo por el Show de Néstor Zavarce (1964).
- Mara de Oro por el Show de Néstor Zavarce (1963).
- Guaicaipuro de Oro en la categoría de Programa de Televisión del Año por El Show de Néstor Zavarce (1963-1964).
- Guaicaipuro de Oro “Cantante de Música Venezolana” (1962-1963).
- Premio Hijo Ilustre del Distrito Carirubana otorgado por el concejo municipal del Distrito Carirubana, Estado Falcón (1972).
- Orden Andrés Bello en su Segunda Clase, otorgada por la Presidencia de la República (1978).